# Fluazifop – P
Fluazifop – P je Ariloksifenoksi-propionat čija djelatna tvar izaziva inhibiciju enzima ACCase, odgovornog za sinteze lipida u izgradnji staničnih membrana, i to isključivo kod trava. Ovaj herbicid neće suzbiti određene biljke kao što su: Festuca ovina, Festuca rubra i Poa annua.
Absorbira se preko lista, prodire ksilemom i floemom u točke rasta. Do konačnog sušenja biljke dolazi nakon tri do četiri tjedna od trenutka nanošenja herbicida.
Suzbija jednogodišnje i višegodišnje travne korove u dikotiledonim kulturama te je potpuno selektivan za širokolisne usjeve. Ne izaziva oštećenja na uzgojenim biljkama.